# Lomographa sylvestrata
Lomographa sylvestrata là một loài bướm đêm trong họ Geometridae.